# Lithiumtetrafluorborat
Lithiumtetrafluorborat ist eine anorganisch-chemische Verbindung des Lithiums aus der Gruppe der Borate.

## Gewinnung und Darstellung
Lithiumtetrafluorborat kann durch Reaktion von Lithiumhydroxid mit Tetrafluoroborsäure gewonnen werden.
{\displaystyle \mathrm {LiOH+HBF_{4}\longrightarrow Li[BF_{4}]+H_{2}O} }

## Eigenschaften
Lithiumtetrafluorborat ist ein weißer bis beiger Feststoff, der löslich in Wasser ist.

## Verwendung
Lithiumtetrafluorborat wird zur Entwicklung von festen Elektrolyten bei manchen Lithium-Ionen-Akkumulatoren verwendet.